# Agrotis maderensis
Agrotis maderensis är en fjärilsart som beskrevs av Rudolf Pinker 1971. Agrotis maderensis ingår i släktet Agrotis och familjen nattflyn. Inga underarter finns listade i Catalogue of Life.